# 相模恋
相模 恋（さがみ れん）は、日本の女性声優。主にアダルトゲーム業界で活動している。Honey Rush所属。

## 経歴

### 声優になるまで
幼少期からぼんやりと声優にあこがれを持っており、アニメを好んでいたものの、声優になろうとは考えていなかった。また、当時視聴していた深夜アニメの中に『D.C. ～ダ・カーポ～』なども含まれていたが、原作がアダルトゲームであることは知らなかった。
その後歯科衛生士となり、子どもたちを相手に虫歯予防の寸劇を行う中で演じる楽しさを知る。ある時、病気にかかり「このままだと何もせずに死んでしまう。それなら自分の好きなことをやらなきゃ」という理由から声優になった。病気は完治している。
歯科衛生士時代の貯金を元手に専門学校へ通い、なかせひなに師事した。このころ、相模は自分が親しんできたアニメのいくつかがアダルトゲーム原作であることを知り、成人向け作品への出演を意識するようになった。
その後、なかせが代表を務めるHoney Rush所属となった。
アプリゲームに出演した後、蛇ノ道ハ蛇ソフトからパッケージソフトでデビューしていない声優が求められ、同ブランドの『DS9 ディベートスクールナイン』の鬼川萌奈役にてパッケージソフトへの出演を果たした。アプリゲームでの経験から性的な演技への抵抗はなかったとはいえ、セリフの数や収録環境の違いなど、苦労が多かったと相模は後年のインタビューの中で振り返っている。

### デビュー後
『DS9 ディベートスクールナイン』の後、相模は『恋想リレーション』（Lump of Sugar）でもヒロインの御厨陽葵を演じた。同作は良のファンが増えるきっかけにもなったほか、イベントのために初めて九州を訪れたり、コミックマーケットに参加したりと、相模にとって多くの出来事を体験する作品となった。
2016年に発売された『乱れ雪月華～月夜の淫舞、狂気の契り～』では初めて痛みを感じるヒロインを演じており、この時受けた演技指導がのちの相模の演技の土台となった。また、2019年発売の『DEAD DAYS』では、初めて自然体の演技を求められた。
『アメイジング・グレイス -What color is your attribute?-』（2018年）以降はきゃべつそふと作品の出演が多くなり、うち2022年の『ジュエリー・ハーツ・アカデミア -We will wing wonder world-』では、ヒロインながらも主人公たちと敵対関係にあるルビイを演じた。相模は敵役を演じるのは楽しかったとする一方、感情移入しすぎてほかのキャラクターが嫌いになってしまったとも振り返っている。

## 人物

### 演技方針
相良はアダルトゲーム雑誌「BugBug」2025年2月号に掲載されたインタビューの中で、演技に当たりキャラクターのかわいらしさやしぐさを大事にすることを意識していると話している。
一方、相良は感情の起伏が乏しいキャラクターの演技は苦手としていたが、『ヘンタイ・プリズン』では陰気な性格の千咲都を演じたことがきっかけで同様のキャラクターのオファーが寄せられるようになった。

## 出演
太字はメインキャラクター。

### テレビアニメ
- ハーレムきゃんぷっ!（2022年、北村奈月[3]）

### アダルトゲーム

#### 2015年
- DS9 ディベートスクールナイン（鬼川萌奈[4][1]）
- 恋想リレーション（御厨陽葵[1]）
- コドモノアソビ（栖川理路）
- 賢者の贈り妹（安里咲）

#### 2016年
- 恋のハニトー えっちで甘いハニートラップ（芝猫陽華）
- 働くオトナの恋愛事情（アスカ）
- 見上げてごらん、夜空の星を FINE DAYS
- 乱れ雪月華～月夜の淫舞、狂気の契り～（間宮瑠璃華[1]）
- 炎の孕ませおっぱい★エロアプリ学園（姫乃木夏姫）
- シンソウノイズ〜受信探偵の事件簿〜

#### 2017年
- タユタマ2 -After Stories-
- もののあはれは彩の頃。（鬼無水みさき）
- 歪んだ嘘の恋とレッテル（汐那あさみ）
- 毒メールシリーズ1 NTR セデュース〜寝取られた妻・セフレ・後輩・妹〜（吉川のぞみ）

#### 2018年
- 縁りて此の葉は紅に（栗島ほおずき[5]）
- 働くオトナの恋愛事情2（維織）
- イマドキ罵倒るファンタジー～勇者と魔王の同棲性活～（紅魔御影）
- Butterfly Seeker ～カオス・ナイトメア～（音無凛子）
  - ANOTHEREND「ifの物語～凛子～」（音無凛子）- DLC
- ボクのあまやかせいかつ 星湘町観光課、毎日えっちなロコドル活動！（支倉英瑠）
- アメイジング・グレイス -What color is your attribute?-（リンカ）

#### 2019年
- デタリキZ 特別防衛局隊員の日常（イヴ・ネモフィラ）
- 大鎌のトラップダンジョン！新人魔王の初仕事編～女勇者を邪神の力を使って撃退した結果とんでもないことになってしまった模様～（？）- 同人作品
- DEAD DAYS（安宅真魚[1]）
- スク～ル催眠ぱらだいす！～さっきまで全然好きじゃなかったのに！？～（月野詩葉）

#### 2020年
- ねこツク、さくら。（アキ）
- さくらの雲＊スカアレットの恋（不知出遠子）
- 要塞少女（2020年 - 2022年、ナツミ、ラウラ、レギーナ）
- Gemini Seed（ユウギリ、メルトリクス）

#### 2021年
- ごほうしアクマとオシオキてんし（小花衣桃華）
- D.C.4 Plus Harmony 〜ダ・カーポ4〜 プラスハーモニー / D.C.4 Sweet Harmony 〜ダ・カーポ4〜 スイートハーモニー（2021年 - 2022年、光山紗希[6][7]）- 2作品
- プリンセス☆シスターズ!～四姉妹は全員あなたの許嫁～（猪瀬ゆい）
- LOST NOAH（パトゥナ）

#### 2022年
- ヘンタイ・プリズン（千咲都[1]）
  - ヘンタイ・プリズン 山岸姫瑠ミニシナリオ（千咲都）
- アイキス3 sexy（池永アヴローラ）
- ゆまほろめ～時を停めた館で明日を探す迷子たち～（柴田奏子）
- ジュエリー・ハーツ・アカデミア-We will wing wonder world-（ルビイ[8]）
- 神殺しのアリア（黒羊歯蛍[9]、散田琴）
- おさわり勇者さま（シグルーン）
- クリムゾン妖魔大戦（桃田みここ[10]、天花寺ムウ[11]）
- ROOMガール（看護師タイプB、ディーラーA）[12]
- 竜姫ぐーたらいふ3（メイ[13]）
- ガールズフランティッククラン（松戸南海[14]）

#### 2023年
- JINKI -Unlimited-（黄坂ルイ[15]）
- ギャル×オタ ～織川きららはお世話したい～（織川きらら[16]）
- カスタムオーダーメイド3D2&2.5 キャラクターパックEX ギャル（ギャル[17]）
- Suspicion -疑惑の性-（蓮川 愛唯[18]）

#### 2024年
- カスタムオーダーメイド3D2 メイドカラオケパック Special DIVA Edition（ギャル[19]）
- セレクトオブリージュ（夜刀 くくる[20]）
- 女装百合畑（綾野原 御影[21]）
- D.C.5 Plus Happiness ～ダ・カーポ5～プラスハピネス（白河 灯莉）
- 転性魔王さまは勇者に勝てない!（リリィ[22]）

#### 2025年
- ジュエリー・ナイツ・アルカディア -The ends of the world-（ルビイ）
- 恋愛、はじめまして（犬屋 恋丸[1]）
- D.C.5 Sweet Happiness ～ダ・カーポ5～スイートハピネス（白河 あいか）

### 一般ゲーム
- アメイジング・グレイス -What color is your attribute?-（2019年、リンカ）- PS4版
- アイキス3 cute（2022年、池永アヴローラ）
- ジュエリー・ハーツ・アカデミア -We will wing wonder world-（2024年、ルビイ）

### アダルトアニメ[23]
- ちっちゃなおなか ナイショですよ。（朝倉このか）
- せいかつ指導!! Anime Edition -あい・さくら・なな-（染井吉野桜）
- Zトン人外アニメーション A Beautiful Greed Nulu Nulu（クク）
- はさんであげる♡1（リム）
- Tinderbox 2（彩）
- 一求乳魂（部長）
- Implicity I（エミー）
- Misuzu ―イケナイコト― Anime Edition（高瀬 美鈴）
- SWAMP STAMP Anime Edition（仁科）
- ヒナギクヴァージンロストクラブへようこそ（東雲ナノ）
- 魔女は結局その客と。。。THE ANIMATION（マジカル文字川）

### Webラジオ
- アメイジング・グレイス〜オーロラナイト〜（2018年、音泉）

## ディスコグラフィ

### 未音源化楽曲
| 発表時期 | 楽曲                | 歌     | 備考                                                 |
| -------- | ------------------- | ------ | ---------------------------------------------------- |
| 2020年   | 「OPENING NUMBER!」 | 相模恋 | PCゲーム『Kirakira stars -idol project Ai-』OPテーマ |